# 화성 화량진성
화성 화량진성은 대한민국 경기도 화성시 송산면에 있는 성이다. 2016년 5월 30일 경기도의 기념물 제224호로 지정되었다.

## 참고 자료
- 화성 화량진성 - 국가유산청 국가유산포털